# The Awakening (EP)
The Awakening es el cuarto EP del grupo femenino de Corea del Sur GFriend. Fue lanzado por Source Music el 6 de marzo de 2017 y distribuido por LOEN Entertainment. El álbum contiene seis canciones, incluido el sencillo «Fingertip».
El álbum alcanzó el número 1 en la lista Gaon Album Chart y vendió más de 70.000 unidades.

## Desempeño comercial
The Awakening debutó y alcanzó su punto máximo en la Gaon Album Chart, en la edición de la lista del 5 al 11 de marzo de 2017.  El EP se ubicó en el número 5 en la lista durante el mes de marzo de 2017, con 64,802 copias físicas vendidas.  El EP ha vendido más de 73 492 copias físicas hasta abril de 2017. El EP también debutó en el número 5 en la Billboard World Albums, como el debut de mayor rango de la semana del 25 de marzo de 2017.
Cuatro canciones del EP ingresaron en Gaon Digital Chart en su primera semana: «Fingertip» en el número 2, «Hear the Wind Sing» en el número 34, «Rain in the Spring Time» en el número 94 y «Please Save My Earth» en número 99.

## Lista de canciones
| CD    |                                                                      |                    |                              |                    |          |  |
| N.º   | Título                                                               | Letras             | Música                       | Arreglos           | Duración |  |
| 1.    | «Hear the Wind Sing» (바람의 노래; Baramui Norae)                    | Megatone, Ferdy    | Megatone, Ferdy              | Megatone, Ferdy    | 3:35     |  |
| 2.    | «Fingertip»                                                          | Iggy, Seo Yong-bae | Iggy, Seo Yong-bae           | Iggy, Seo Yong-bae | 3:30     |  |
| 3.    | «Contrail» (비행운:飛行雲; Bihaengun)                                | Mafly, Keyfly      | Brian Choi, 220, Erik Lidbom | Brian Choi, 220    | 3:36     |  |
| 4.    | «Please Save My Earth» (나의 지구를 지켜줘; Naui Jigureul Jikyeojwo) | MIO                | MIO                          | MIO                | 3:11     |  |
| 5.    | «Rain In the Spring Time» (봄비; Bombi)                              | Mafly Keyfly       | Erik Lidbom, Sophia Pae, 220 | Erik Lidbom        | 3:28     |  |
| 6.    | «Crush» (핑; Ping)                                                   | E.ONE              | E.ONE                        | E.ONE              | 3:22     |  |
| 20:42 |                                                                      |                    |                              |                    |          |  |

## Posicionamiento en listas
| Lista (2016)                            | Mejor posición |
| --------------------------------------- | -------------- |
| Corea del Sur (Gaon Album Chart)        | 1              |
| Estados Unidos (Billboard World Albums) | 5              |

## Historial de lanzamiento
| País          | Fecha              | Formato                         | Sello                            |
| ------------- | ------------------ | ------------------------------- | -------------------------------- |
| Corea del Sur | 6 de marzo de 2017 | CD, descarga digital, streaming | Source Music, LOEN Entertainment |